# Rezerwat przyrody Mechelińskie Łąki
Rezerwat przyrody Mechelińskie Łąki – faunistyczny rezerwat przyrody na Pobrzeżu Kaszubskim (utworzony decyzją Wojewody Pomorskiego w 2000 r.) położony na obszarze Nadmorskiego Parku Krajobrazowego w gminie Kosakowo, przylega do Zatoki Puckiej. Powierzchnia rezerwatu wynosi 113,47 ha, posiada on też otulinę o powierzchni 99,52 ha. Celem ochrony rezerwatu jest „zachowanie miejsc lęgowych i bytowania cennych gatunków ptaków wodnych i błotnych, zbiorowisk szuwarowych i łąkowych oraz specyficznych siedlisk halofilnych i typowych dla nich warunków wodnych”.
Wydmowa część rezerwatu była miejscem lęgów chronionych i rzadkich gatunków ptaków (m.in. rybitw: białoczelnej i rzecznej, ostrygojada, sieweczek: obrożnej i rzecznej). Na terenie rezerwatu znajdowało się również jedno z ostatnich stanowisk lęgowych biegusa zmiennego w Polsce. W części podmokłej gnieżdżą się nadal chronione gatunki ptaków – takie jak żuraw, bąk, wąsatka, kropiatka, błotniak stawowy.
Oprócz ptaków, rezerwat jest ostoją płazów bezogonowych, stwierdzono tu większość krajowych gatunków, w tym wszystkie trzy ropuchy, na szczególną uwagę zasługuje obecność rzadkiej w Polsce ropuchy paskówki. 
Do najcenniejszych gatunków flory występujących w rezerwacie należą mikołajek nadmorski i stanowiska słonorośli.
Rezerwat podlega dramatycznym, negatywnym zmianom. Na początku lęgowym ptakom i ich siedliskom zaszkodziły zaniechanie wypasu bydła i samowolne prace ziemne, reszty dopełnia niekontrolowana turystyka. Nie ma już lęgów ptaków na wydmach i plażach, co roku zmniejsza się liczba chronionych roślin, gdyż są zadeptywane przez ludzi. Dzieje się tak, mimo iż ruch pieszy między Rewą a Mechelinkami dopuszczony jest tylko plażą.